# محراب سلجوقی
محراب سلجوقی مربوط به دوره سلجوقیان است و در شهرستان سرخه، روستای جوین واقع شده و این اثر در تاریخ ۲۴ اردیبهشت ۱۳۷۷ با شمارهٔ ثبت ۱۹۹۴ به‌عنوان یکی از آثار ملی ایران به ثبت رسیده است. این محراب از معدود محرابهای موجود متعلق به دوران پیش از ایلخانیان است. از ویژگی‌های این محراب آرایش آن با تزیینات هندسی است که شباهت زیادی به گچبری میان ستونهای پیش از اسلام دارد. همچنین تاق‌نمای آن بر دو نیمه ستون مدور قرار گرفته که ستون سمت راست دارای تزئینات گچبری است و حاشیه تاق‌نما با کتیبه‌ای به خط نسخ تزئین شده است. در ضلع غربی داخل مسجد، محرابی کوچک وجود دارد که دارای قدمت بسیار است. البته سابقهٔ این محراب از خود مسجد فعلی بیشتر است، زیرا ساختمان قدیم مسجد را خراب کردند و مسجدی جدید به جای آن ساختند اما محراب مذکور دست نخورده و تقریباً سالم باقی ماند. اخیراً پایین دیوارهای طرفین محراب را تعمیر کرده‌اند و در نتیجه، بخشی از پوشش معماری محراب خراب شده است. روستای جوین یکی از مناطق خوش آب و هوای شهرستان سرخه است.